# Lehota
Lehota est un village de Slovaquie situé dans la région de Nitra.

## Histoire
Première mention écrite du village en 1308.

## Démographie

### Évolution de la population
| Année:               | 1994. | 2004.   | 2014.    | 2024.   |
| -------------------- | ----- | ------- | -------- | ------- |
| Nombre de personnes: | 1819  | 1803    | 2233     | 2428    |
| Différence:          |       | -0,87 % | +23,84 % | +8,73 % |

| Année:               | 2023. | 2024.   |
| -------------------- | ----- | ------- |
| Nombre de personnes: | 2416  | 2428    |
| Différence:          |       | +0,49 % |